# ماثيو جيبسون
ماثيو جيبسون (بالإنجليزية: Matthew Gibson)‏ هو دراج بريطاني، ولد في 2 سبتمبر 1996 في ليمم في المملكة المتحدة.

## وصلات خارجية
- ماثيو جيبسون على موقع الاتحاد الدولي للدراجات (الإنجليزية)
- ماثيو جيبسون على موقع أرشيف الدراجات (الإنجليزية)
- ماثيو جيبسون على موقع إحصائيات الدراجات الإحترافية (الإنجليزية)
- ماثيو جيبسون على موقع نسبة الدراجات (الإنجليزية)
- ماثيو جيبسون على موقع CycleBase (الإنجليزية)